# Битка при Бъйлещ
Битката при Бъйлещ е сражение между турски и руски войски по време на Руско-турската война от 1828 – 1829 г.

## Предистория
За разлика от повечето сражения на Дунавския оперативен театър през тази война това се води на север от реката. След завземането на Букурещ през април и Браила през юни 1828 година руското командване прехвърля основните си сили през Дунав и Добруджа към Цариград. За прикритие на фланга и тила им във Влахия са оставени сравнително малобройни войски. Османците решават да нанесат контраудар именно в този сектор през септември, когато руското настъпление е блокирано пред крепостите Силистра, Шумен и Варна.

## Ход на военните действия
Операцията е оглавена от коменданта на Видин Ибрахим паша. Според руската историография войските му наброяват между 26 000 и 35 000 души, половината от които са кавалерия. Настъплението им от Калафат към Крайова прегражда отряд от 4 000 пехота и кавалерия с 14 оръдия начело с генерал Фьодор Гейсмар.
Съгласно една от версиите за битката, на 14 септември Ибрахим паша атакува Гейсман в района на село Чорой (около 35 km. източно от Калафат), но е отблъснат и се оттегля за нощувка в района на Бъйлещ (в руските източници: Боелешти), където е контраатакуван. Според друга версия инициативата още в самото начало е на Гейсмар. Руският командир атакува османците, за да използва умората им след продължителния им преход от Калафат. С помощта на многобройната си конница обаче Ибрахим паша задържа атакуващите, а през това време пехотата му укрепява лагера си край и в самото село. През нощта срещу 15 септември руснаците подновяват атаката, с което предизвикват паника сред турците. Голяма част от османската армия се разбягва, изоставяйки оръжието си, но друга се сражава до последно в селото, което е опожарено.

## Резултат
В битката руснаците губят 600 души. Турските загуби в жива сила са петорно по-големи. Победата осигурява тила на руските войски, обсаждащи Варна. Веднага след нея Гейсмар завзема Калафат и прогонва турците на десния бряг на Дунав.
След Бъйлещ османците се отказват от нови набези във Влахия до края на войната.